# Formation en coin

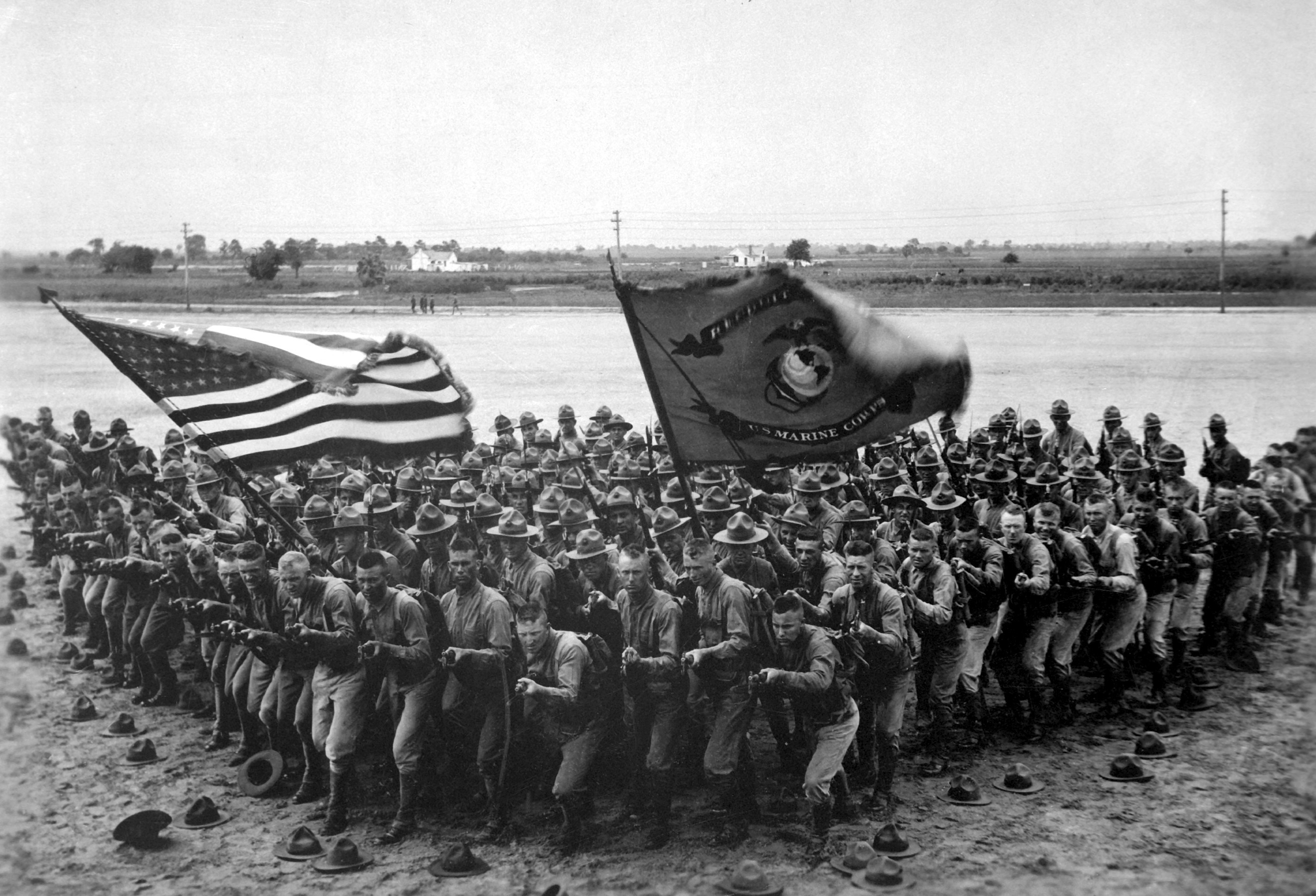
Les US Marines en formation en coin en 1918.

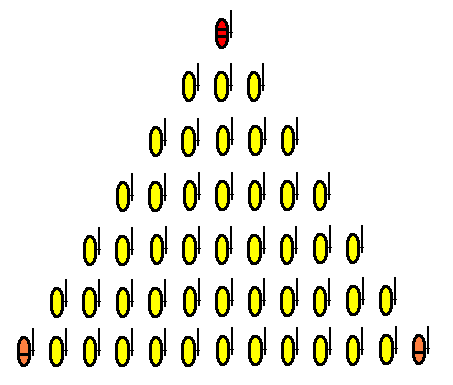
Schéma de la cavalerie macédonienne en formation en coin.

La formation en coin, aussi appelée cale volante, v volant ou simplement cale, est une configuration formée d'un groupe de personnes avançant en une forme triangulaire. Cette formation tactique similaire à un V est devenue une tactique militaire très efficace dans les temps anciens, les corps d'infanterie fonçant en formation en coin à travers les lignes ennemies. La configuration a plus tard été utilisée en Europe médiévale, puis par les armées modernes, l'ayant adaptée pour être utilisée dans les guerres blindées.
Son efficacité l'a valu d'être utilisée par les forces policières dans le maintien de l'ordre. La formation est aussi utilisée dans certains sports, même si elle est bannie dans d'autres, posant un risque pour les défenseurs.

### Militaire

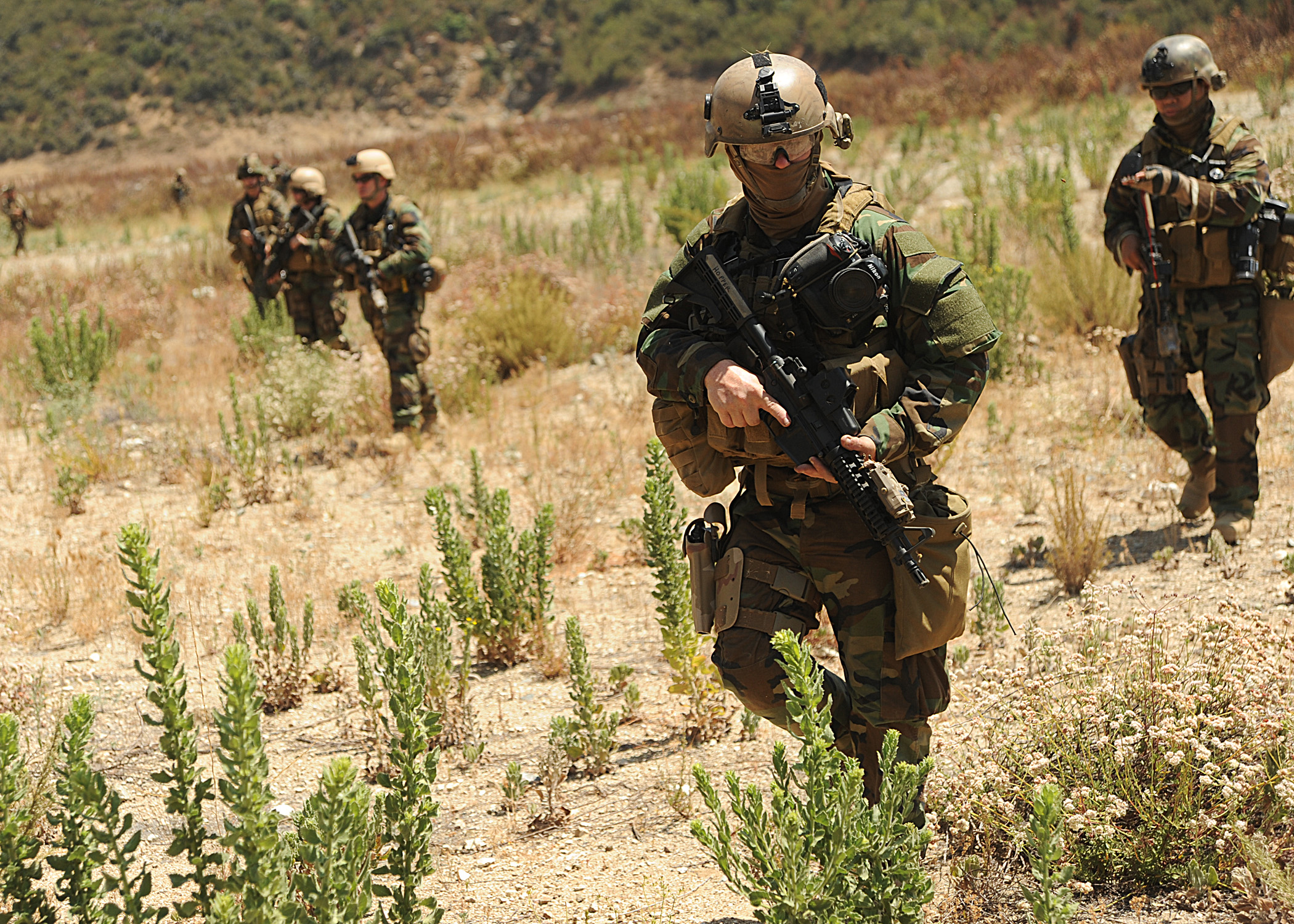
Soldats de la marine américaine en formation en coin lors d'un entraînement en 2011.

### Civil

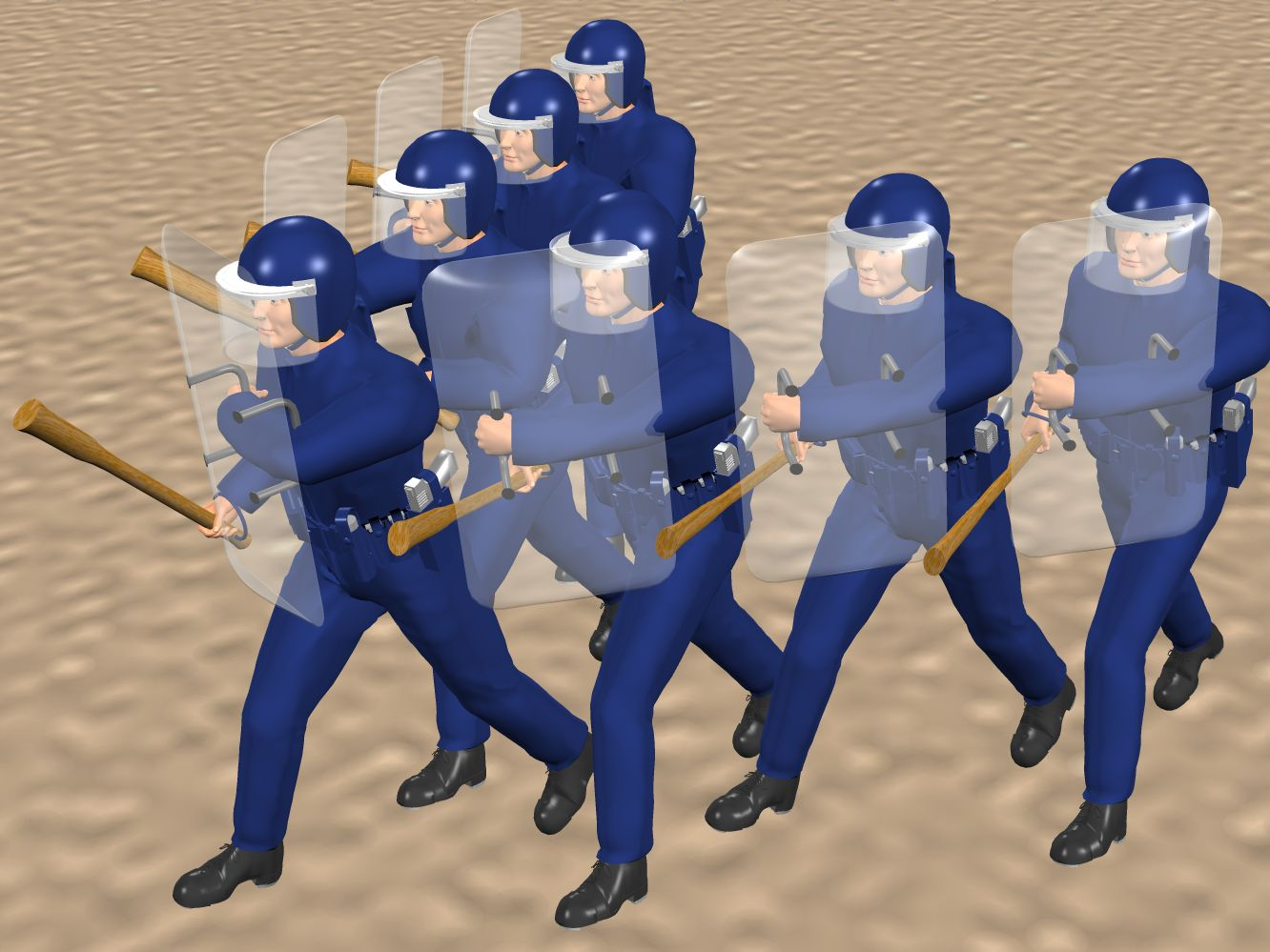
Représentation de policiers d'une escouade anti-émeute en formation en coin.

## Usage

### Sport
A l'origine autorisée dans certains sports d'équipe comme le rugby à XV ou le football américain. Le principe est très similaire à l'application militaire : le porteur du ballon se lance en attaque accompagné ses coéquipiers vers l'équipe d'adverse. Cette technique provoque des blessés graves, et parfois des décès. Le match Harvard-Yale de 1894 de football américain, connu comme le « bain de sang dans Hampton Park », résulte dans des blessures invalidantes pour quatre joueurs. Par la suite, la formation en coin a été interdite en raison des blessures graves. Ce concept de formations en coin a continué d'influencer le jeu moderne en NFL, en particulier sur les retours de coup d'envoi, jusqu'en 2009. La ligue opère plusieurs changements dans les règles et à différents niveaux concernant les retours, limitant les blocs en formation afin de réduire les risques de blessures.